# Bill Clinton

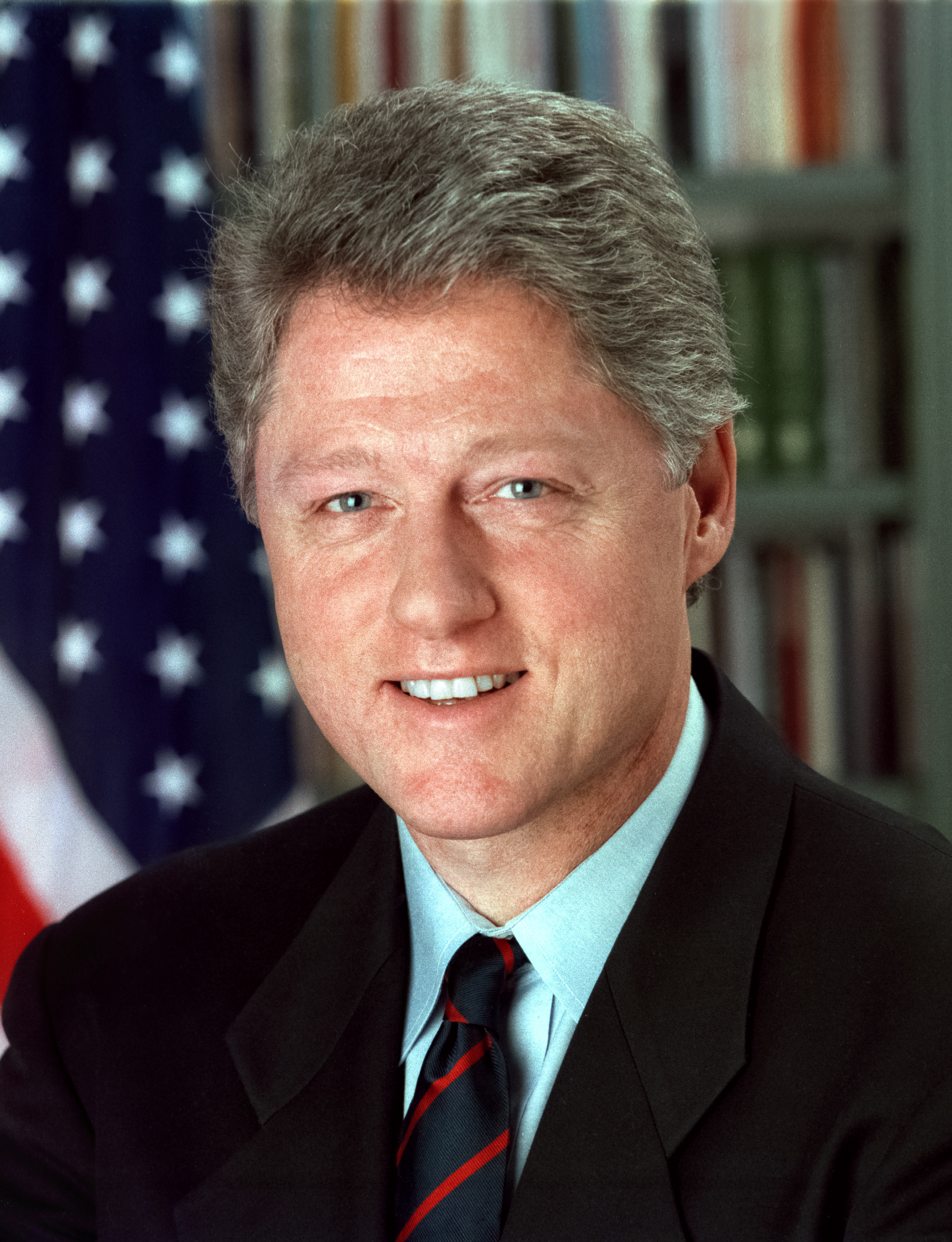
Bill Clinton (1993)

William Jefferson „Bill“ Clinton (* 19. August 1946 in Hope, Arkansas als William Jefferson Blythe III) ist ein US-amerikanischer Politiker der Demokratischen Partei und Autor. Von 1993 bis 2001 war er der 42. Präsident der Vereinigten Staaten. Zuvor war er Gouverneur von Arkansas.
Seit 1975 ist er mit Hillary Clinton verheiratet, der demokratischen Kandidatin für die US-Präsidentschaftswahl 2016. Gemeinsam haben sie eine Tochter, Chelsea Clinton.

## Leben

### Kindheit

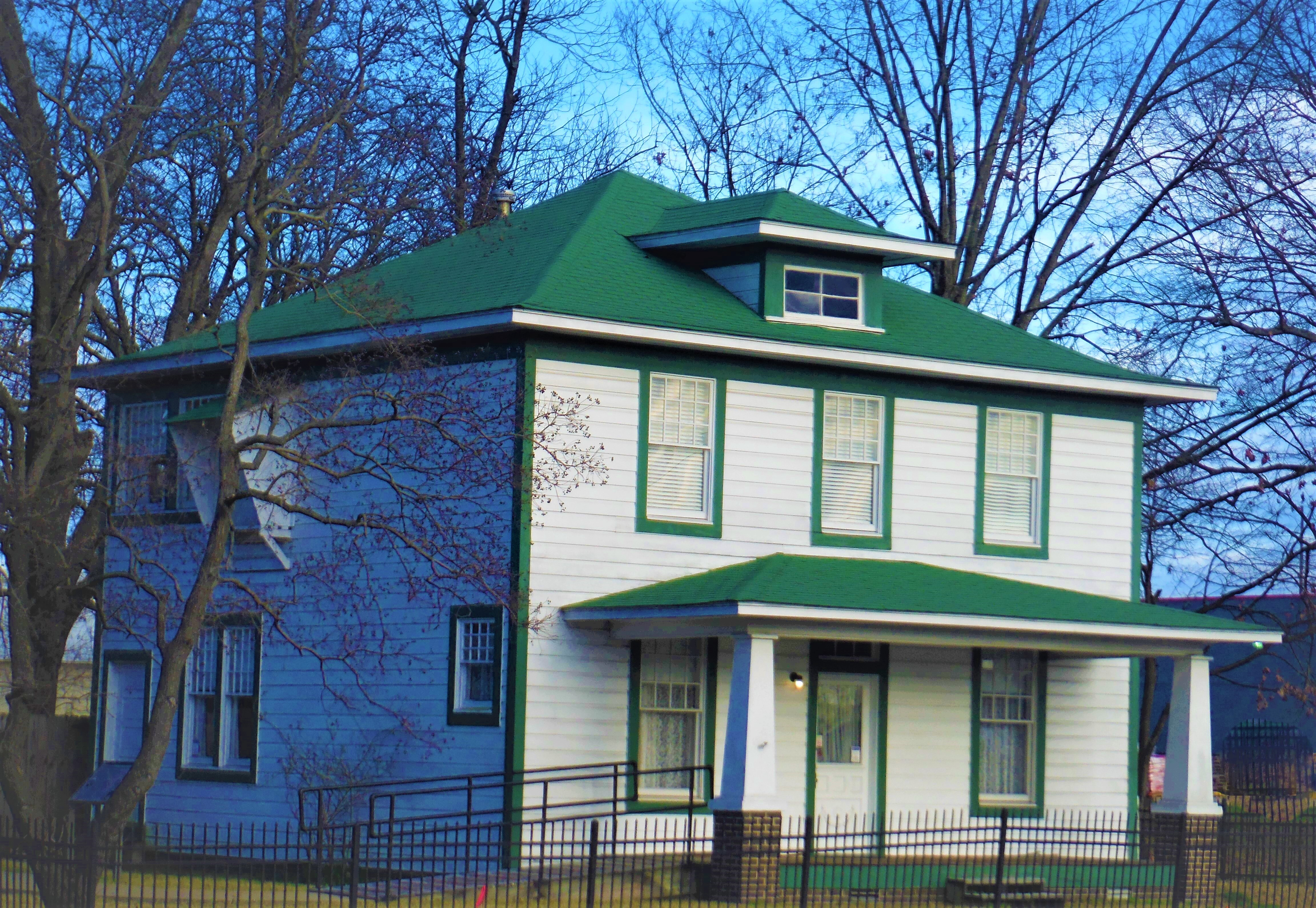
President William Jefferson Clinton Birthplace Home National Historic Site (2019). Hier verbrachte Clinton seine ersten vier Lebensjahre

Clintons leiblicher Vater William Jefferson Blythe Jr. (1918–1946) war Geschäftsreisender und starb drei Monate vor Bills Geburt bei einem Verkehrsunfall. Seine Mutter Virginia Dell Cassidy (1923–1994) erlernte in New Orleans einen Pflegeberuf und ließ ihren Sohn bei den Großeltern Eldridge und Edith Cassidy zurück, die in Hope eine Gemischtwarenhandlung betrieben und ein Wohnhaus (heutige President William Jefferson Clinton Birthplace Home National Historic Site, seit 1997 Museum und seit 2010 eine National Historic Site („Nationale historische Stätte“)) besaßen. 1950 kehrte Bills Mutter aus New Orleans zurück und heiratete kurz darauf Roger Clinton, der gemeinsam mit seinem Bruder in Hot Springs ein Autohaus führte; die Familie zog 1950 nach Hot Springs um. Mit 14 Jahren nahm Clinton, der bis dahin offiziell noch Bill Blythe geheißen hatte, den Namen seines Stiefvaters an, obwohl sich seine Mutter kurz zuvor von diesem hatte scheiden lassen. In seiner Autobiografie schrieb Clinton 2004, sein Stiefvater sei Spieler und Alkoholiker gewesen und habe seine Mutter regelmäßig geschlagen und seinen Halbbruder Roger Clinton (* 1956) gelegentlich misshandelt. Im gleichen Buch äußert Clinton aber auch Dankbarkeit: Sein Stiefvater und dessen vermögender Bruder gaben Geld für sein Studium an einer guten Universität und seine ersten Wahlkämpfe in der Politik aus.

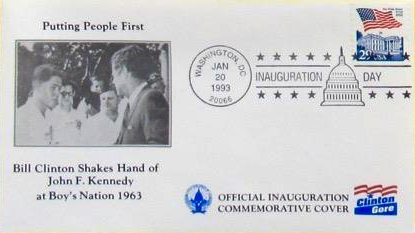
Postkarte anlässlich der Amtseinführung von Bill Clinton 1993 mit einem Foto vom Treffen von Clinton und John F. Kennedy im Sommer 1963.

Auf der Junior High war Clinton unter den Mitschülern populär. Er wurde von ihnen in einige Ämter gewählt, unter anderem als Repräsentant für die Schule in das Sommerprogramm der Amerikanischen Legion (American Legion Boys State). Dort nahm er an politischen Planspielen teil, die eine modellhafte Regierungsführung zum Inhalt hatten. Im Debattieren und politischen Manövrieren stellte er sich geschickt an, so dass er als einer von zwei „Senatoren“ für Arkansas an der Nationalversammlung (Boys Nation) an der University of Maryland teilnehmen durfte. Auf Besuch in Washington, D.C. wurde er dem Senator von Arkansas J. William Fulbright vorgestellt. Höhepunkt war die Einladung in das Weiße Haus, wo er im Rosengarten Präsident John F. Kennedy die Hand schütteln durfte. Das Foto vom Handschlag zwischen den beiden erlangte später Berühmtheit.

### Ausbildung
Clinton erwarb 1968 nach drei Studienjahren einen College-Abschluss an der Georgetown University in international affairs als Wirtschaftswissenschaftler. Während der letzten beiden Studienjahre arbeitete er halbtags für einen demokratischen Abgeordneten und Kongress-Ausschussvorsitzenden aus Fayetteville in seinem Heimatstaat Arkansas. Er bewarb sich anschließend um ein Rhodes-Stipendium, gewann gemeinsam mit anderen den Wettbewerb und ging damit für zwei Jahre an die University of Oxford nach England, wo er mehrfach die Studienrichtung wechselte. Von dort aus bereiste er Frankreich, die Bundesrepublik Deutschland, die Sowjetunion und einige andere Staaten.
Nach seiner Rückkehr in die USA begann er eine Tätigkeit in einer Bürgerrechtsbewegung, die sich für ein Ende des Vietnamkriegs einsetzte. Im Jahr 1973 erwarb er nach drei Studienjahren seinen Abschluss in Rechtswissenschaften an der Ivy-League-Universität Yale, wo er auch seine spätere Frau Hillary kennenlernte. Auch während seiner Studien in Yale war er politisch aktiv und arbeitete an Wahlkämpfen zugunsten verschiedener demokratischer Politiker mit. Nach dem Abschluss als Juris Doctor (J.D.) trat er eine Stelle als Jura-Assistenzprofessor an der University of Arkansas an. Nach drei Monaten an seiner ersten Arbeitsstelle begann er mit den Vorbereitungen für seinen Wahlkampf für das Amt des Generalstaatsanwaltes von Arkansas. Clinton begann damit seine Karriere in der Politik, für die er sich schon als Jugendlicher im Sommerprogramm der American Legion begeistert hatte.

### Militärdienst und Vietnamkrieg
Politische Gegner warfen ihm später oft vor, mit seinen Studien in England und Yale seine Einberufung zum Kriegsdienst in Vietnam vermieden zu haben. In seiner Autobiografie beschreibt er, dass auch er als Student ein Aufgebot zum Wehrdienst zugestellt bekam. Zunächst durften die Studenten das Semester zu Ende führen, später wurde die Regel dahingehend geändert, dass sie das Studienjahr abschließen durften. Clinton schreibt in seiner Autobiografie an mehreren Stellen, er habe Gewissensbisse gehabt: Einerseits war er aktiver Gegner des Vietnamkriegs, andererseits habe er – wie einige seiner Studienkollegen – auch seinen Dienst leisten wollen. Clinton schloss sich nach seiner Rückkehr aus England für kurze Zeit dem Reserve Officer Training Corps (ROTC) an. Diese Ausbildung dauerte damals mehrere Jahre und die Absolventen mussten erst nach Abschluss ihrer Offiziersausbildung den militärischen Dienst antreten. Später wurde ihm vorgeworfen, er habe damit den Antritt seines Wehrdienstes hinauszuzögern versucht. In der Zwischenzeit nahm der Bedarf an Soldaten für Vietnam ab und mehrere demokratische Politiker setzten sich für einen Aufschub der möglichen Einberufung Clintons nach Vietnam ein. Clinton lässt in seiner Autobiografie offen, was mit seinem Aufgebot geschah und ob es annulliert wurde.

### Politische Karriere in Arkansas

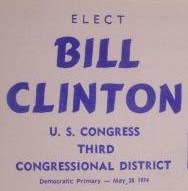
Elect Bill Clinton – Wahlkampfbroschüre für die Kongresswahl 1974

Clinton 1978 nach seiner Wahl zum Gouverneur von Arkansas mit Jimmy Carter

Bei der Wahl am 5. November 1974 kandidierte Clinton für einen Sitz im Repräsentantenhaus. Die Art seines Wahlkampfes und die knappe Niederlage (Clinton erhielt 48 %, der Amtsinhaber John Paul Hammerschmidt 52 % der Stimmen) in dem traditionell republikanischen Wahlbezirk brachten ihm in der Presse die Bezeichnung „Boy Wonder“ (Wunderknabe) ein. Im Jahr 1976 gewann Clinton für die Demokraten die Wahl zum Generalstaatsanwalt (Attorney General) von Arkansas; dabei traten erstmals keine republikanischen Gegner an. Ebenfalls 1976 wirkte er maßgeblich am Präsidentschaftswahlkampf von Jimmy Carter mit. Am 7. November 1978 wurde er zum neuen Gouverneur von Arkansas gewählt. Nach dem Ende seiner ersten Amtszeit wurde er nicht wiedergewählt; er unterlag bei der Wahl am 4. November 1980 dem Republikaner Frank D. White. In seiner ersten Amtszeit förderte er die Finanzierung des Ausbaus der Straßen in Arkansas durch signifikante Anhebung der Kraftfahrzeugsteuer für (die meist älteren) Autos aus den höheren Gewichtsklassen. Die Bildung an Schulen wurde vorangetrieben, die Gehälter der Lehrer wurden erhöht und die mittelständischen Betriebe gefördert. Der Bundesstaat litt in seiner Amtszeit unter einer wirtschaftlichen Depression und einigen Naturkatastrophen. Ein Hauptgrund für seine Abwahl im Jahr 1980 war aber die Erhöhung der Kraftfahrzeugsteuer, die ihm viele Kfz-Besitzer verübelten.
1981 wurde er Mitglied einer renommierten Anwaltsfirma in Little Rock. Kurze Zeit darauf fanden sich wieder einige seiner Anhänger zusammen und garantierten ihm stattliche Wahlkampfspenden, sodass er mit den Vorbereitungen auf die kommende Wahl beginnen konnte. Am 2. November 1982 trat er erneut als Kandidat bei der Gouverneurswahl an, die er auch gewann. Nach seinen erfolgreichen Wiederwahlen blieb er bis zum 12. Dezember 1992 im Amt. In den Jahren zwischen 1983 und 1992 setzte er, gegen teils enorme Widerstände der Lehrerschaft, eine Schulreform in Arkansas durch, die als Vorbild für viele andere US-amerikanische Bundesstaaten Beachtung fand. Das Wirtschaftswachstum wurde gefördert und neue ethische Standards, insbesondere auch im Hinblick auf die Gleichstellung von schwarzer und weißer Bevölkerung, wurden festgelegt. Eine Verfassungsänderung in Arkansas verlängerte 1986 die Amtszeiten der Gouverneure von zwei auf vier Jahre. Bill Clinton war Mitglied zahlreicher Gouverneursvereinigungen und anderer länderübergreifender Kommissionen. Im Dezember 1992 trat er von seinem Amt zurück, um sich auf sein Amt als US-Präsident vorzubereiten. Am 3. November 1992 hatte er die Präsidentschaftswahl gewonnen.
Clinton ist der Gouverneur von Arkansas mit der zweitlängsten Amtszeit; nur Orval Faubus hatte dieses Amt länger inne.
Während seiner Zeit als Gouverneur in den 1980er Jahren war Arkansas das Zentrum einer Drogenschmuggeloperation über den Flughafen Mena. Der CIA-Agent Barry Seal soll über den Flughafen Kokain im Wert von drei bis fünf Milliarden Dollar eingeführt haben, wobei die Operation mit der Iran-Contra-Affäre in Verbindung gebracht wurde. Gouverneur Clinton wurde vorgeworfen von dieser Operation gewusst zu haben, auch wenn ihm nichts nachgewiesen werden konnte. Der Journalist Sam Smith aus Arkansas warf ihm sogar vor, von dem Drogenhandel in seinem Heimatstaat finanziell profitiert und Gelder über Mittelsmänner gewaschen zu haben. Clinton selbst soll als Gouverneur Kokain konsumiert haben und sein Halbbruder Roger wurde 1985 wegen Besitz und Schmuggel von Kokain zu einer Haftstrafe verurteilt, jedoch von seinem Bruder später begnadigt. In seiner Zeit in Arkansas kam es auch zu weiteren Skandalen wie der Whitewater-Affäre um Immobiliengeschäfte der Clintons und Bill Clinton wurde bereits in Arkansas schweres sexuelle Fehlverhalten vorgeworfen, einschließlich der Anschuldigung die Arkansas State Police genutzt zu haben, um sich Zugang zu Frauen zu verschaffen (Troopergate-Affäre).

### Präsidentschaft

#### Wahlkampf

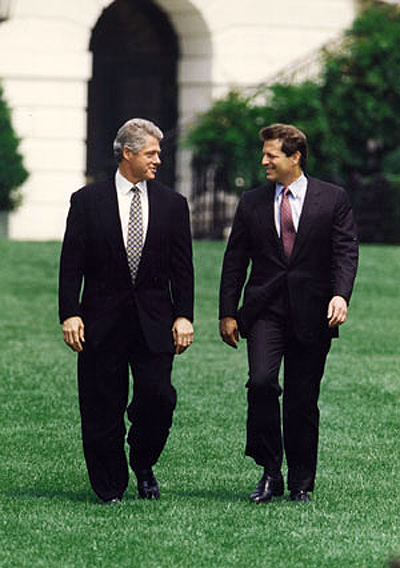
Clinton mit Vizepräsident Al Gore auf dem Südrasen des Weißen Hauses (1993)

1988 war Clinton erstmals als möglicher Präsidentschaftskandidat im Gespräch, nachdem von den beiden vermeintlich chancenreichsten demokratischen Bewerbern der eine, Mario Cuomo, nicht angetreten war und der andere, Gary Hart, früh – wegen eines Sexskandals – hatte aufgeben müssen. Clinton entschied sich zwar nach einer längeren Überlegungsphase gegen eine Kandidatur, hielt aber am Demokratischen Parteitag eine Unterstützungsrede für den nominierten Kandidaten Michael Dukakis, die jedoch nach Meinung vieler Delegierter zu lang ausfiel und teilweise mit „Aufhören!“-Rufen quittiert wurde. Clinton sah sich in der Folge bissigen Zeitungskommentaren und dem Spott diverser Late-Night-Showmaster ausgesetzt. Er ließ sich daraufhin in einige Shows einladen und brachte dort durch die Art seines Auftretens (unter anderem präsentierte er sich als Saxophonspieler) das Publikum auf seine Seite; der drohende Imageschaden trat nicht ein. Stattdessen wuchsen seine Popularität und sein Bekanntheitsgrad.
1991 beschloss Clinton, im Jahr darauf selbst für die Präsidentschaft zu kandidieren. Bald lag er sowohl in den Meinungsumfragen als auch nach Höhe der gesammelten Wahlkampfspenden klar an der Spitze des demokratischen Kandidatenfeldes. Kurz vor der ersten Vorwahl in New Hampshire geriet sein Wahlkampf in eine ernste Krise; Ursache dafür waren Enthüllungen über ein angebliches Verhältnis zu einer Nachtklubsängerin sowie Vorwürfe, er habe als Student illegale Drogen konsumiert und sich während des Vietnamkriegs vor der Einberufung zum Militär gedrückt. Clinton reagierte auf die Anschuldigungen in einem landesweit ausgestrahlten TV-Interview, in dem er, mit Gattin Hillary an seiner Seite, „Probleme in der Ehe“ zugab, die konkrete Affäre jedoch bestritt. Auch den Konsum von Marihuana räumte er ein, betonte jedoch, „nicht inhaliert“ zu haben. Die Nichteinberufung zum Militär führte er auf Glück bei der Auslosung der Stellungspflichtigen (siehe Wehrpflicht in den Vereinigten Staaten) und sein Studium zurück. Obwohl für die Presse damit bei weitem nicht alle Fragen geklärt waren und er von vielen Journalisten als „Slick Willie“ (aalglatter Willie) bezeichnet wurde, gelang es ihm, bei der Vorwahl in New Hampshire einen respektablen zweiten Platz zu belegen, wodurch seine Kandidatur gerettet war und er sich noch am Wahlabend zum „Comeback Kid“ erklären konnte. In der Folge entschied er alle wichtigen Vorwahlen für sich; so war schon lange vor dem demokratischen Parteitag seine Nominierung sicher.
Während des eigentlichen Präsidentschaftswahlkampfes im Herbst lag er nicht zuletzt wegen seiner erfolgreichen Anknüpfung an den historischen Mythos des früheren Präsidenten John F. Kennedy – mit dem er anfangs oft verglichen wurde – in Umfragen von Beginn an mit deutlichem Vorsprung in Führung. Clinton führte den Wahlkampf unter dem Motto „Putting people first“ und wählte das Lied Don’t Stop von der Gruppe Fleetwood Mac zu seiner Wahlkampfhymne. Der Text des Liedes unterstrich für ihn sein Anliegen, Brücken zwischen den Menschen und ins nächste Jahrtausend zu bauen. Ebenfalls zu Clintons Wahlsieg beigetragen hatte George Bushs gebrochenes Wahlversprechen „Read my lips: no new taxes“.
Bei der Präsidentschaftswahl am 3. November 1992 gewann Clinton mit 43 % vor dem amtierenden Präsidenten George Bush (38 %) und dem unabhängigen Kandidaten Ross Perot (19 %). Er zog daraufhin, nach einem vorhergehenden Präsidentschaftsübergang, am 20. Januar 1993 als 42. Präsident der Vereinigten Staaten von Amerika ins Weiße Haus ein. Vizepräsident wurde Al Gore, der zuvor Senator für Tennessee war.
Clintons Wahlkampfmanager war Stan Greenberg. Das Wahlkampfteam nannte seine Kampagne-Zentrale „war room“; dieser Begriff wurde durch Medienberichte und den Dokumentarfilm The War Room bekannt.

#### Erste Amtszeit 1993–1997

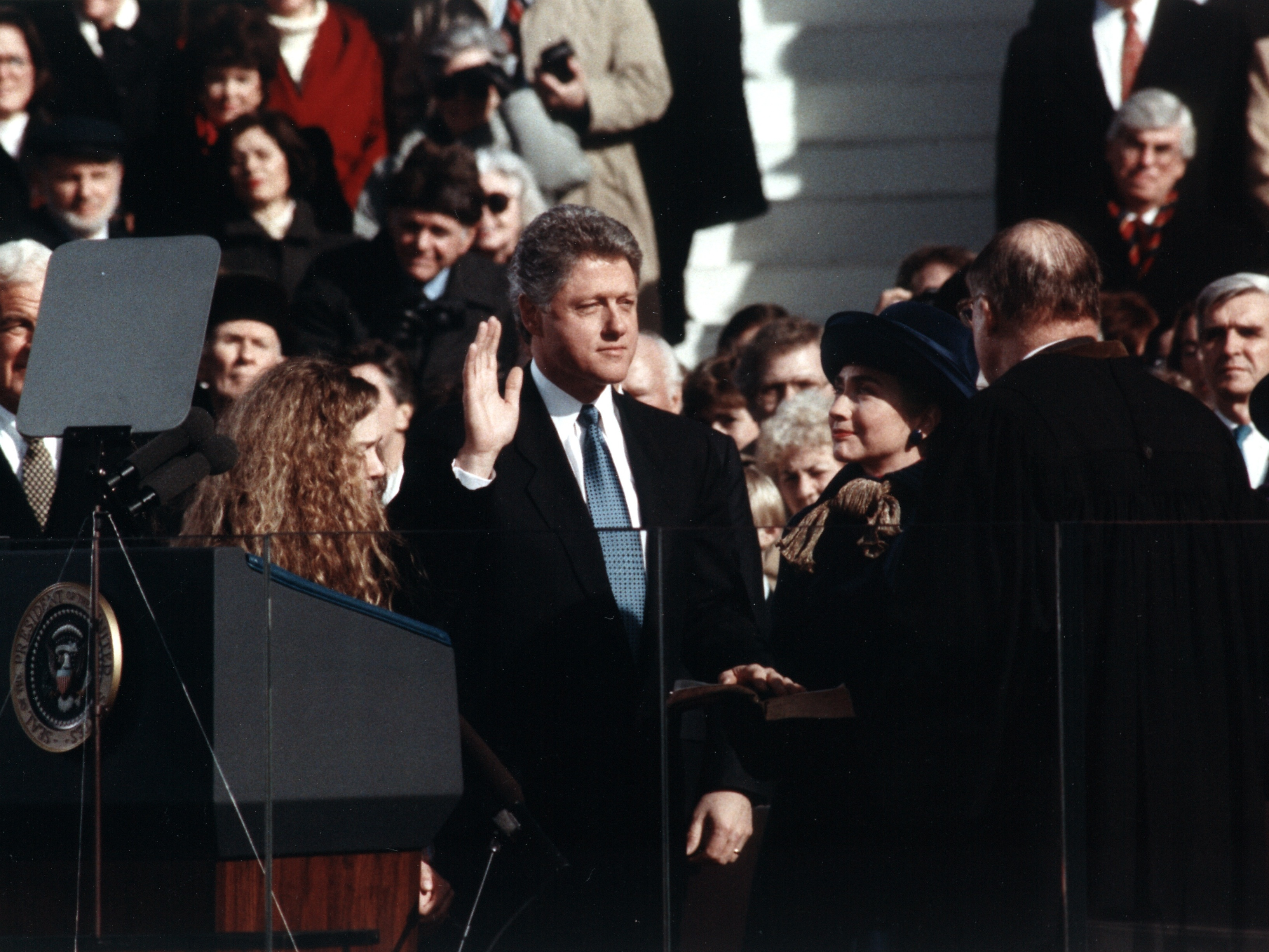
Clintons Eidesleistung am 20. Januar 1993

Clintons Präsidentschaft fiel in die Zeit der „goldenen 1990er“, der Jahre zwischen dem Fall der Mauer (November 1989) und dem 11. September 2001. Sie war geprägt durch den Zerfall des Sozialismus (Zerfall der Sowjetunion und des Warschauer Paktes) und einem weltweiten Aufschwung in den Bereichen Frieden, Demokratie und Ökonomie. Als Präsident wandte er sich mehr innenpolitischen Fragen zu und betrieb eine eher zurückhaltende Außenpolitik. Clinton gehört dem Flügel der New Democrats (Neuen Demokraten) an, die politisch als Mitte seiner Partei zwischen der für demokratische Verhältnisse eher konservativen Blue Dog Coalition und dem liberal-progressiven Congressional Progressive Caucus gilt.

##### Innenpolitik
Innenpolitisch waren Clintons vorrangigste Ziele während seiner Amtszeit die Einführung einer allgemeinen Krankenversicherung zur Beseitigung der Probleme im US-Gesundheitssystem und die Bekämpfung von Drogenmissbrauch, Waffengewalt und Armut in den USA. Als Angehöriger der Woodstock-Generation setzte er sich für eine Demokratisierung in sozialen und kulturellen Fragen ein, etwa durch sein Engagement gegen AIDS, gegen Rassenhass und für die Gleichstellung gleichgeschlechtlicher Lebenspartnerschaften.
Vor allem aber hatte sich Clinton der Aufgabe verschrieben, die von seinen Amtsvorgängern Ronald Reagan und George Bush hinterlassene höchste Staatsverschuldung in der Geschichte der USA sowie jährliche Haushaltsdefizite von über 200 Milliarden Dollar abzubauen. Dies gelang mit der Verabschiedung des Omnibus Budget Reconciliation Act of 1993, mit dem unter anderem der Spitzensteuersatz der Einkommensteuer von 31 % auf 39,6 % erhöht wurde.
1996 führte Clinton eine Sozialhilfereform durch, welche die Inanspruchnahme von Sozialhilfe auf fünf Jahre im gesamten Leben begrenzte. Clinton lobte dazu das Buch Losing Ground des libertären Politologen Charles Murray, welches sich gegen den Sozialstaat wandte.

##### Außenpolitik

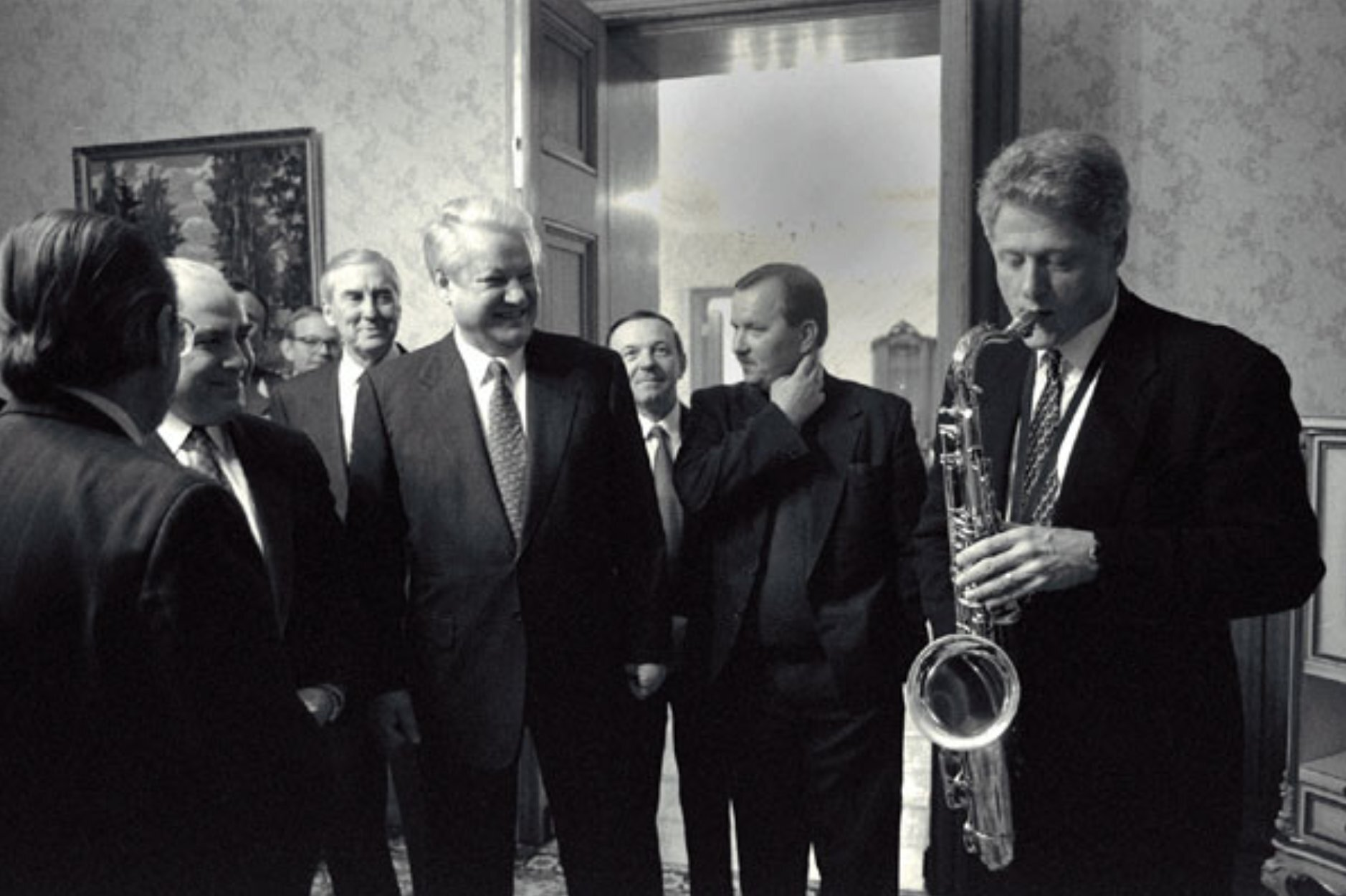
Boris Jelzin verfolgt Clintons Spiel auf dem Saxophon

Durch Vermittlung Clintons kam im Jahr 1994 das Budapester Memorandum, durch das alle in der Ukraine stationierten Atomwaffen an Russland übergeben wurden und dieses der Ukraine dafür Sicherheitsgarantien zusprach, zustande. Clinton erklärte im Jahr 2023, dass er sich vor dem Hintergrund, dass Russland durch den Angriff auf die Ukraine das Memorandum verletzte, „mitverantwortlich“ fühle, dass es zu dem Krieg gekommen sei: „Keiner glaubt, dass Russland diesen Stunt vollführt hätte, wenn die Ukraine noch ihre Waffen hätte...Ich fühle mich mitverantwortlich, weil ich sie davon überzeugt habe, ihre Atomwaffen aufzugeben.“
Im Nahostkonflikt versuchte Clinton, zwischen Jassir Arafat und Ehud Barak zu vermitteln. Am 26. Oktober 1994 unterzeichnete er mit König Hussein von Jordanien und dem israelischen Ministerpräsidenten Jitzchak Rabin den israelisch-jordanischen Friedensvertrag.
Zudem bemühte Clinton sich um die Aussöhnung der USA mit der Volksrepublik China, die Demokratisierung Russlands und die Beseitigung der politischen Folgen des Kalten Krieges. Insbesondere die Beziehungen der USA zu Deutschland, das er oft bereiste und zu dem er auch weiterhin privat gute Kontakte hat, intensivierte er.
Beim UNO-geführten Einsatz in Somalia zog Clinton alle US-Truppen ab, als in den Medien Bilder von geschundenen und getöteten US-Soldaten gezeigt wurden. Der Terroristenführer Osama bin Laden behauptete später, dieses Verhalten Clintons sei für ihn ein Schlüsselerlebnis gewesen, das ihn gelehrt habe, wie man westliche Gesellschaften besiegen könne.
Clinton schritt 1994 nicht energisch gegen den Völkermord in Ruanda ein. 2005 sagte Clinton dazu: „Was habe ich falsch gemacht? Dass wir nicht in Ruanda einmarschiert sind. Das ist damals innerhalb von 90 Tagen geschehen, dieser Völkermord. Ich weiß, dass ich nur ganz schwer die Zustimmung des Kongresses erhalten hätte. Aber ich hätte es versuchen sollen. Ich hätte Leben retten können. Das war ganz sicher das schwerste Versäumnis meines Lebens. Ich werde das nie überwinden.“

#### Zweite Amtszeit 1997–2001
Die Präsidentschaftswahl 1996 gewann Clinton mit 49 % der Stimmen klar gegen seinen republikanischen Herausforderer Bob Dole (41 %) sowie den unabhängigen Kandidaten Ross Perot (8 %) und wurde somit im Amt bestätigt. Er sicherte sich 379 der 538 Wahlmänner im Electoral College und wurde am 20. Januar 1997 zum zweiten Mal als Präsident vereidigt.

##### Skandal und Amtsenthebungsverfahren

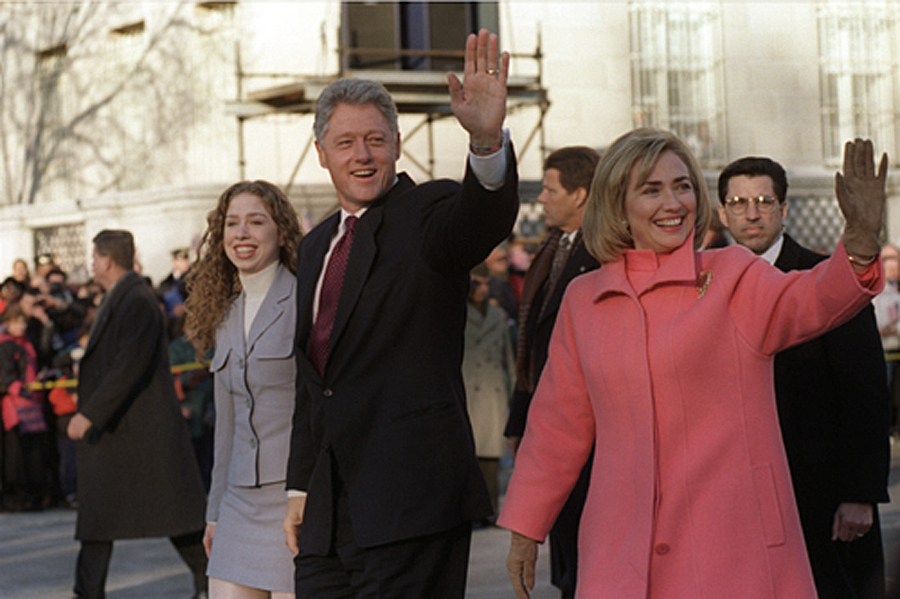
Clinton am Tag seiner zweiten Amtseinführung mit seiner Tochter Chelsea und seiner Frau Hillary

Die zweite Amtszeit wurde von der Affäre mit der Praktikantin Monica Lewinsky überschattet, die im Januar 1998 der Öffentlichkeit bekannt wurde. In der Folge wurde ein Amtsenthebungsverfahren (impeachment) gegen Clinton eingeleitet, das jedoch scheiterte. Clinton dementierte die Affäre am 26. Januar in einer Presseansprache im Weißen Haus mit dem berühmt gewordenen Satz „I did not have sexual relations with that woman, Miss Lewinsky“. Auf Druck von Medien und Öffentlichkeit klärte Clinton die Affäre nach anfänglichem Leugnen auf und bestätigte, dass er Oralsex mit Lewinsky gehabt hatte.

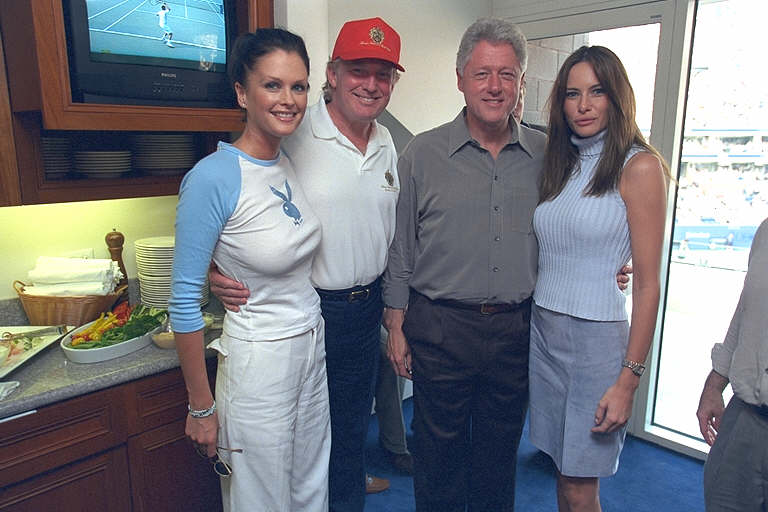
Präsident Clinton (2. v. r.) mit Melania Knauss (rechts), der späteren Gattin von Donald Trump, Trump (2.v.l.) und dem Model Kylie Bax, US Open 2000, New York

Der Präsident kritisierte später die Heuchelei in Gesellschaft und Politik. Hierbei bekam er internationale Unterstützung, etwa durch Auftritte Nelson Mandelas oder König Hussein I. im US-Fernsehen.
Clinton war der zweite Präsident der USA (nach Andrew Johnson 1868), gegen den ein Amtsenthebungsverfahren geführt wurde. Richard Nixon war einem solchen durch seinen Rücktritt im August 1974 zuvorgekommen (Watergate-Affäre). Das Verfahren wurde nicht wegen der Lewinsky-Affäre selbst angestrengt, sondern wegen Falschaussage unter Eid sowie Justizbehinderung im Zusammenhang mit der Lewinsky-Affäre.
Im Zusammenhang mit der Lewinsky-Affäre wurden auch weitere Vorwürfe gegen Bill Clinton bekannt. Paula Jones verklagte ihn 1994 wegen sexueller Belästigung. Das Verfahren wurde 1998 nach einer Zahlung von 850.000 US-Dollar und ohne Schuldeingeständnis eingestellt. Durch diesen Prozess wurde jedoch Clintons Verhältnis mit Lewinsky bekannt. Juanita Broaddrick beschuldigte Clinton, damals Generalstaatsanwalt von Arkansas, sie vergewaltigt zu haben. Auch Gennifer Flowers (Clinton gibt zu, mit ihr eine Affäre gehabt zu haben) und Kathleen Willey (sie wirft Clinton vor, sie im Weißen Haus bedrängt und begrabscht zu haben) warfen ihm sexuelle Übergriffe vor.

##### Innenpolitik

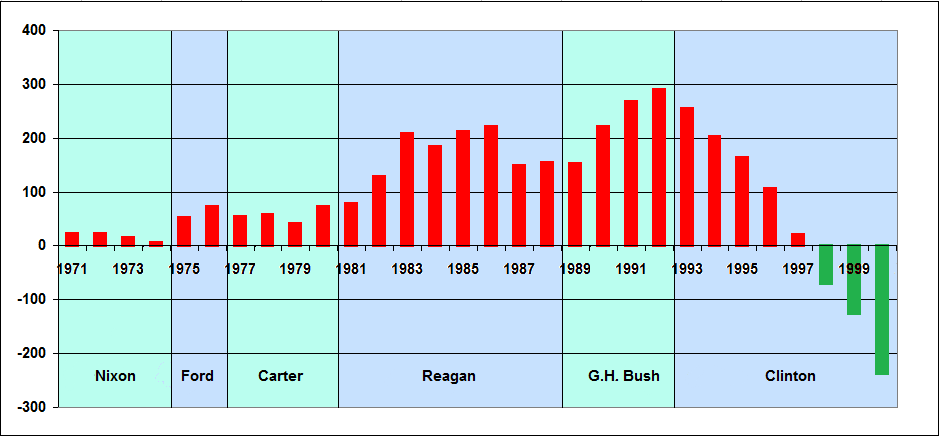
Bilanz des US-Bundeshaushalts zwischen 1971 und 2001 in Mrd. Dollar. Ab 1998 konnten Überschüsse erzielt werden.

Ab 1998 erzielte der Bundeshaushalt Budgetüberschüsse. Angesichts der positiven Wirtschaftsentwicklung und gestiegener Steuereinnahmen verkündete Clinton mit dem Taxpayer Relief Act of 1997 Steuersenkungen und gründete mit dem State Children’s Health Insurance Program eine staatliche Gesundheitsversicherung für die Kinder von Geringverdienern (working poor). Es folgten im selben Jahr der Adoption and Safe Families Act und 1999 der Foster Care Independence Act.
Clinton hob 1999 das Glass-Steagall-Gesetz mit dem Gramm-Leach-Bliley Act schließlich komplett auf. So sollte die Wettbewerbsfähigkeit der US-Geschäftsbanken gestärkt werden. Viele Kritiker sehen in der Abschaffung des Gesetzes die Ursache für die Fehlentwicklung in der Finanzbranche, die letztlich zur Finanzkrise im Herbst 2008 führte.
Am 28. Oktober 1998 unterzeichnete Clinton den am 8. Oktober durch den US-Senat verabschiedeten Digital Millennium Copyright Act.

##### Außenpolitik

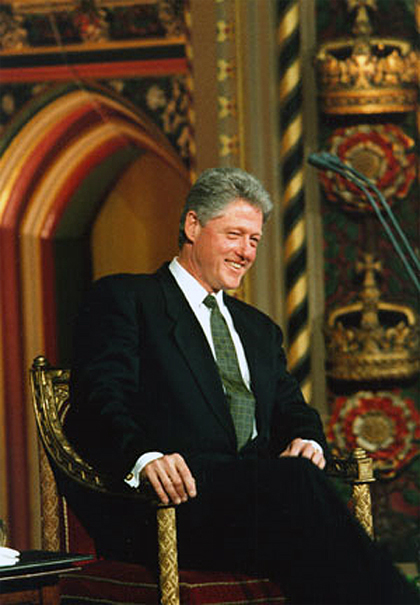
Clinton im britischen Parlament (1995)

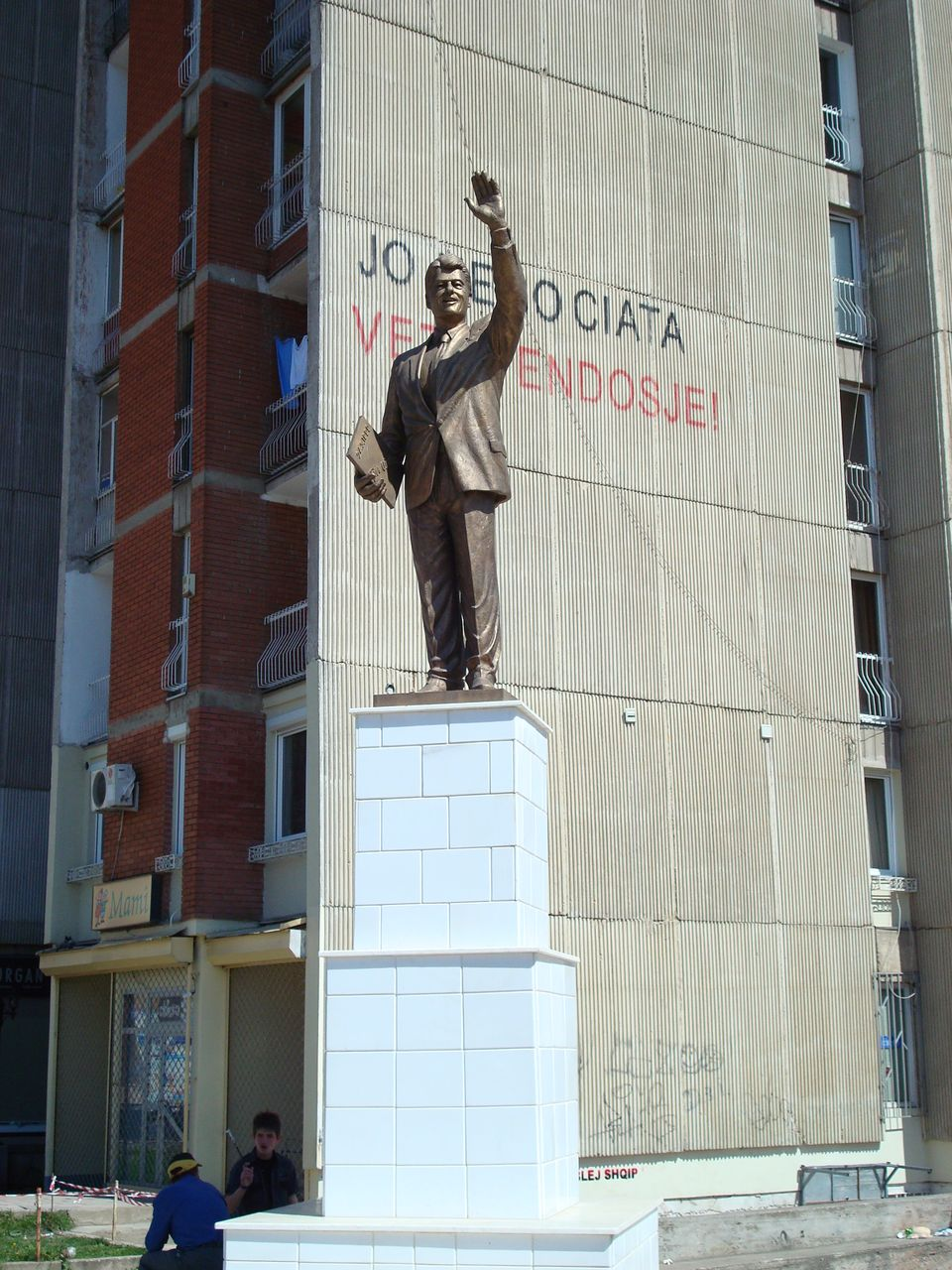
Bill-Clinton-Statue auf dem Bill Clinton Boulevard in Pristina, Kosovo

In der zweiten Amtszeit lag ein Schwerpunkt Clintons auf der internationalen Politik. So war er bemüht, das Verhältnis zu Vietnam zu normalisieren. Auch wurde das Kyoto-Protokoll unterschrieben, welches durch die spätere Bush-Regierung dann wieder abgelehnt wurde. Im Wesentlichen richtete die Clinton-Regierung ihre Außenpolitik an wirtschaftlichen Gegebenheiten aus: Jede Entscheidung musste diesen Abwägungen standhalten, bevor sie durch den Senat ratifiziert wurde. Aus diesem Grund kam es in der Ära Clinton zu keinen wesentlichen Veränderungen in der US-Außenpolitik.
Im Nahostkonflikt versuchte Clinton weiterhin, zwischen Jassir Arafat und Ehud Barak zu vermitteln. Dabei erreichte er in den Camp-David-Gesprächen im Sommer 2000 fast eine Einigung; die Folgeverhandlungen in Taba scheiterten jedoch. Clinton zeigte sich sichtlich betroffen und enttäuscht. Er konnte nicht verhindern, dass im Nahen Osten im September 2000 wegen der Entführung und Lynchung zweier israelischer Soldaten und des Besuchs des Tempelbergs durch Ariel Scharon, der dann 2001 israelischer Ministerpräsident wurde, die zweite Intifada begann.
Nach dem misslungenen Einsatz in Somalia 1993 (UNOSOM II) war die Devise der Clinton-Regierung „No Dead“: Amerikanische Tote sollten möglichst vermieden werden. Kriege wurden deswegen vor allem mit Bombern geführt; bei den folgenden UNO-Friedensmissionen verhielten die US-Truppen sich eher passiv.
Anfang 1999 wurde der National Missile Defense Act of 1999 (etwa: Nationales Raketenverteidigungsgesetz) beschlossen.
1999 war Clinton maßgeblich verantwortlich für den NATO-Einsatz im Kosovokrieg gegen die damalige Bundesrepublik Jugoslawien (heute Serbien). Ursache des Einsatzes war das Scheitern der Verhandlungen von Rambouillet. Kritiker beklagten eine fehlende Legitimation durch den UN-Sicherheitsrat sowie den versehentlichen Beschuss ziviler Einrichtungen.
Die Regierung Clinton zeigte sich davon überzeugt, dass das irakische Regime unter Saddam Hussein aktiv daran arbeitete, in den Besitz von Massenvernichtungswaffen zu gelangen. Nachdem die UN-Waffeninspekteure im Herbst 1998 entgegen der UN-Resolution 1551 von 1991 (Pflicht des Irak, Inspekteure im Land zu akzeptieren und zu unterstützen) des Landes verwiesen wurden, ließ die Regierung Clinton im Dezember 1998 militärische Anlagen und vermutete Stellen zum Bau von Massenvernichtungswaffen bombardieren. Clinton äußerte die Auffassung, dass bezüglich des Iraks grundsätzliche Entscheidungen zu treffen seien, überließ dies aber ausdrücklich seinem Nachfolger im Amt, weil er kurz vor dem Ende seiner Amtszeit keine so weitreichenden Entscheidungen mehr treffen wollte.
Die Außenpolitik Clintons wurde von Kritikern als schwach und zögerlich bezeichnet. Im Jugoslawien-Konflikt habe Clinton die führende Rolle zu lange den zu einer Einigung unfähigen Europäern überlassen, sodass Nationalisten vor Ort vollendete Tatsachen schaffen konnten. Im Palästina-Konflikt habe der Präsident zu sehr an den Friedenswillen der Palästinenser geglaubt; gegen den Völkermord in Ruanda habe Clinton nichts unternommen, in Somalia habe er wegen der Medienberichterstattung das Feld geräumt und die Irak-Problematik seinem Nachfolger überlassen. Die Lewinsky-Affäre habe in Teilen der islamischen Welt ein negatives Bild hinterlassen.
Am 10. Dezember 2000 sprach sich Clinton in Anwesenheit von Premierminister Tony Blair und Hillary Clinton in Nordirland dafür aus, das Menschenrecht auf Referendumsentscheidung zu nutzen und wählte dafür das nach dem Zweiten Weltkrieg populäre britische Motto, mehr und mehr Probleme „through ballots and not by bullets“ (durch Abstimmungen und nicht durch Kugeln) zu lösen, „to put arms for ever beyond use“ (um die Waffen für immer zum Schweigen zu bringen). Blair (von 1997 bis 2007 Premierminister des Vereinigten Königreiches) sprach sich später auch für das Referendum z. B. zur EU-Verfassung aus.

##### Internationaler Terrorismus
In die Amtszeit Clintons fielen verstärkte Aktivitäten des Terrornetzwerkes al-Qaida. Am 26. Februar 1993 fand der erste Terroranschlag auf das World Trade Center mit Autobomben statt. Im August 1998 wurden Terroranschläge auf die Botschaften der Vereinigten Staaten in Daressalam und Nairobi verübt; dabei kamen 224 Menschen zu Tode und über 5000 wurden zum Teil schwer verletzt. Als Vergeltungsmaßnahme ließ der Präsident Luftangriffe auf Ausbildungslager von Al-Qaida in Afghanistan und auf eine Arzneimittelfabrik in Khartum (Sudan) anordnen (Operation Infinite Reach).
Hinter den Anschlägen wurde schon damals Osama bin Laden vermutet. Clinton gab den Befehl, bin Laden unter allen Umständen auszuschalten. Der islamistische Terrorismus um bin Laden geriet schon damals in den Fokus der amerikanischen Außenpolitik und nicht erst nach den Terroranschlägen vom 11. September 2001 unter George W. Bush. So kam es 2000 auch zu einem Angriff auf das US-Militärschiff Cole durch Terroristen in der jemenitischen Hafenstadt Aden. Die Regierung Clinton verstärkte die Suche nach bin Laden, dessen Terror-Organisation nach Clintons Amtszeit für die Terroranschläge am 11. September 2001 verantwortlich gemacht wurde. Zudem fehlten Clinton noch rechtliche Möglichkeiten zu einer umfassenderen Terrorbekämpfung, die erst seinem Nachfolger nach den Anschlägen gegeben wurden.

### Leben nach der Präsidentschaft

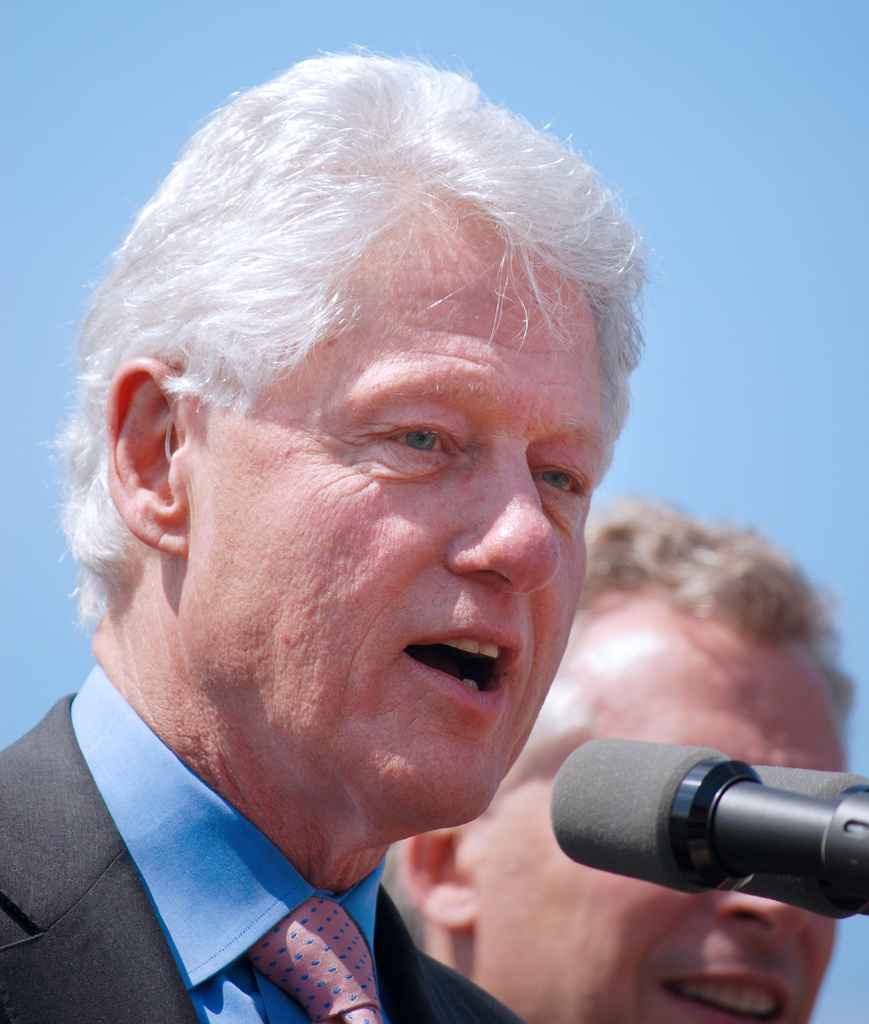
Auf einer Wahlkampfveranstaltung im Mai 2009

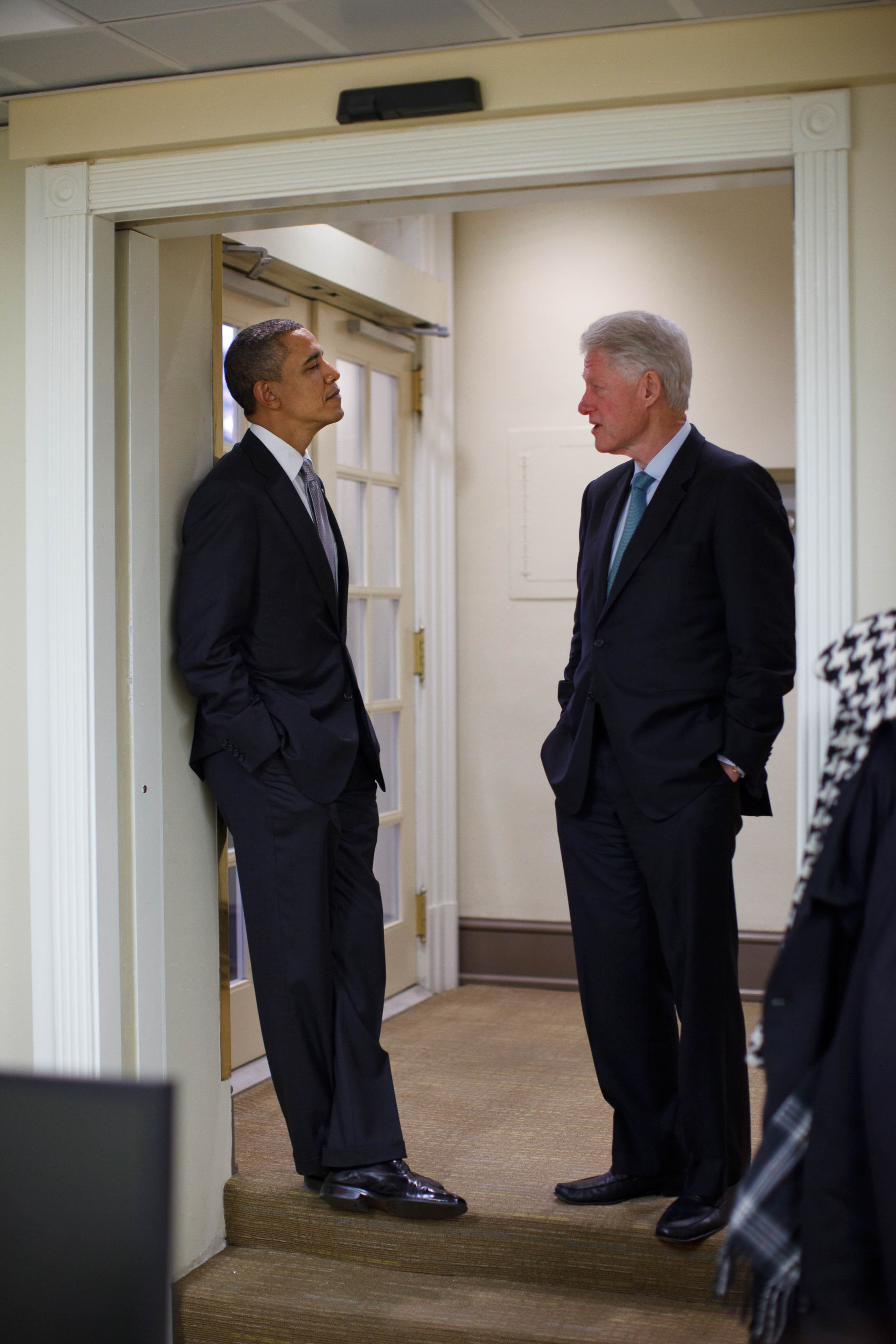
Im Weißen Haus mit Präsident Barack Obama, Dezember 2010

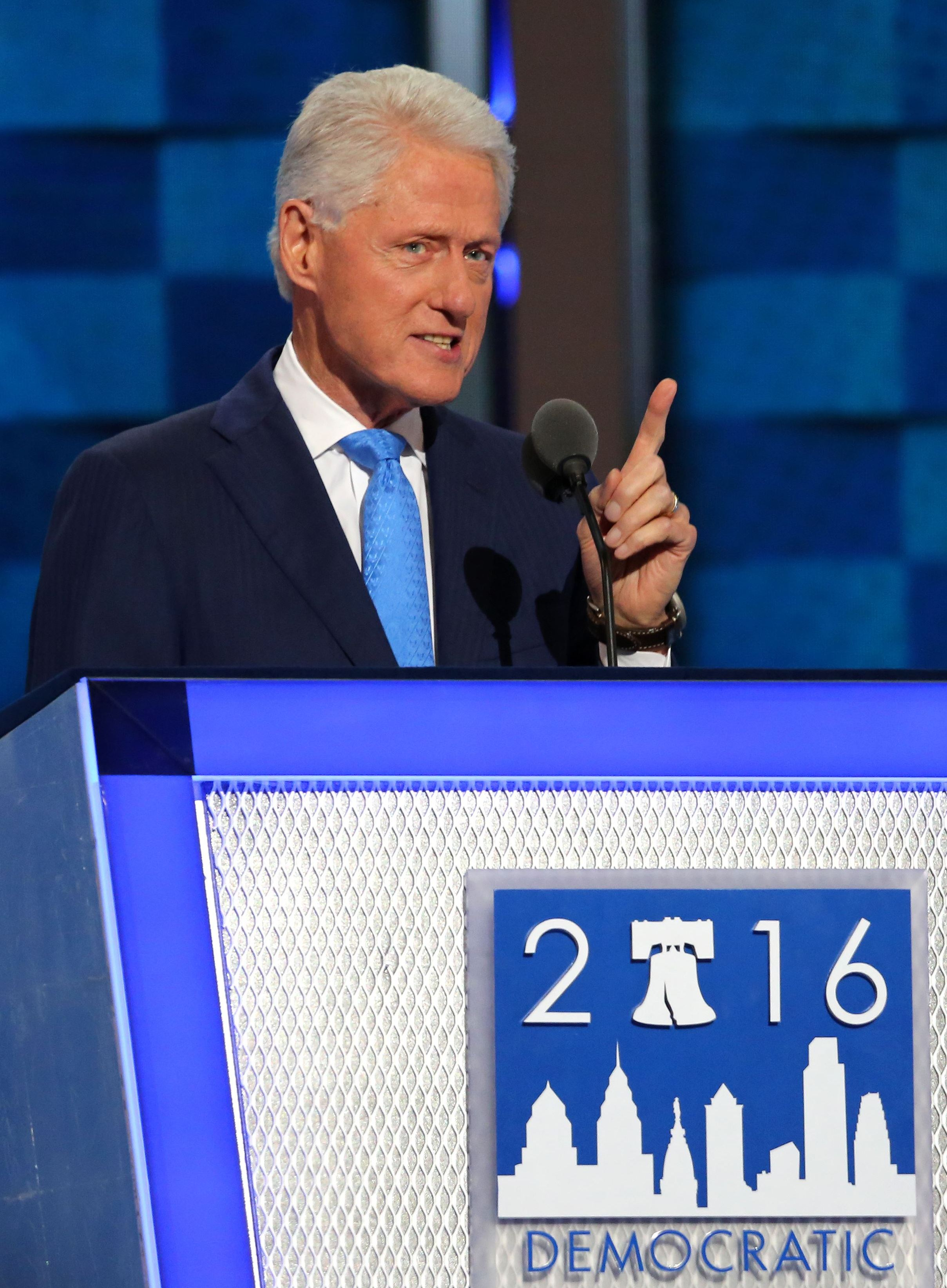
Clinton bei seiner Rede auf dem demokratischen Parteitag im Juli 2016, bei dem seine Frau Hillary zur ersten weiblichen Kandidatin einer der beiden großen Parteien gewählt wurde

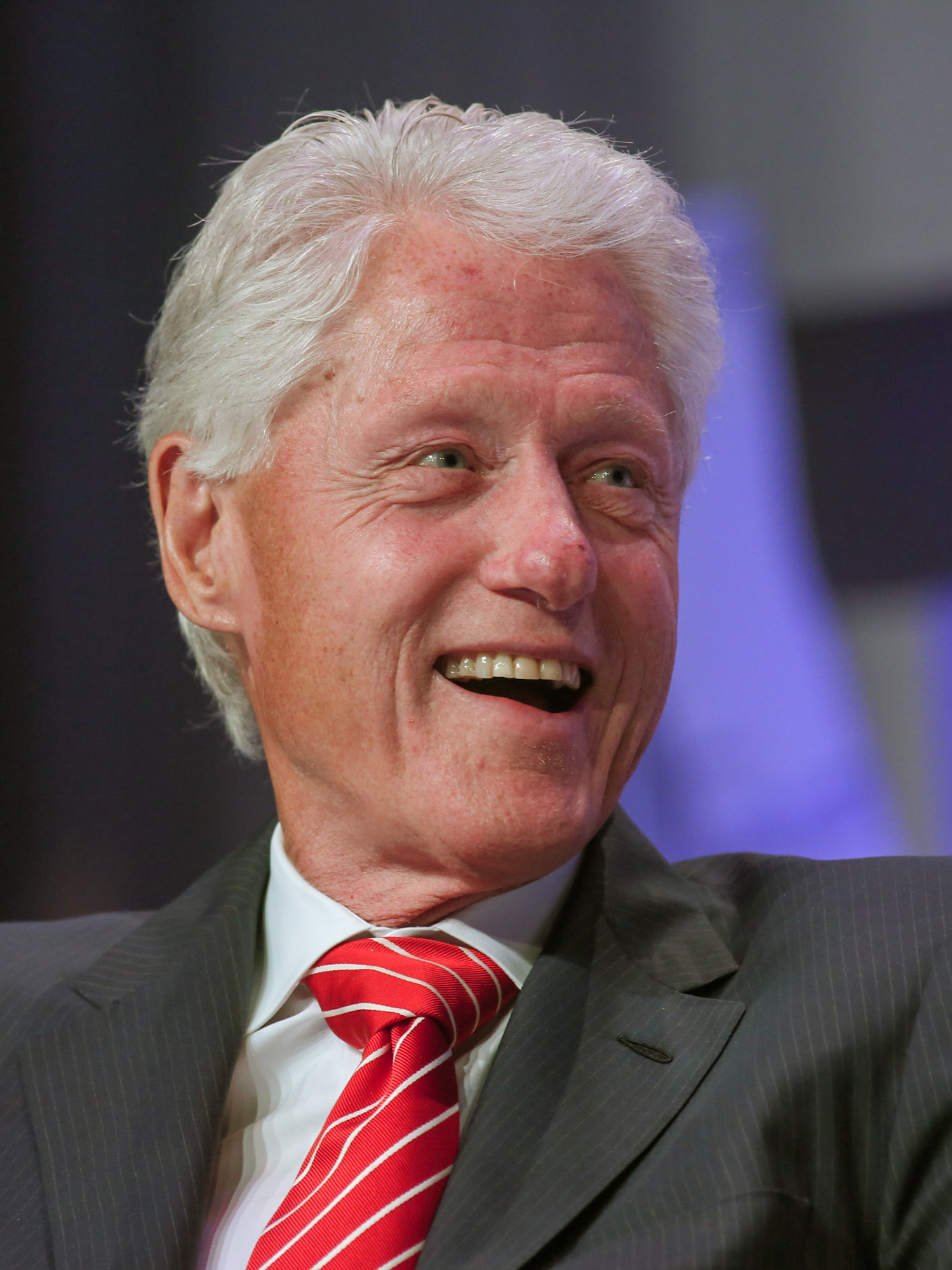
Bill Clinton (2015)

Clinton beendete seine Präsidentschaft am 20. Januar 2001. Ab dem 4. Januar 2001 bis zum Tag ihrer Amtseinführung zur US-Außenministerin unter Barack Obama am 21. Januar 2009 gehörte seine Ehefrau Hillary dem US-Senat für den Bundesstaat New York an. Dort haben die beiden in Chappaqua, im Westchester County ein Haus, in Harlem befindet sich das Büro der Clinton-Stiftung.
Mit seiner Stiftung engagiert sich Clinton vor allem bei der Bekämpfung von AIDS. 2004 setzte Clinton in Verhandlungen mit Arzneimittelherstellern eine drastische Senkung der Preise für AIDS-Medikamente in 122 Ländern durch. Clinton nahm mehrfach an Welt-Aids-Konferenzen teil. Am 15. August 2006 rief er während der XVI. Welt-Aids-Konferenz in Toronto zu mehr Einsatz im Kampf gegen AIDS auf. Die Clinton Foundation fördert außerdem mehrere soziale Einrichtungen, auch in Europa, wie z. B. die Stiftung MyHandicap, die sich für Behinderte engagiert. In seiner philanthropischen Haltung beruft er sich unter anderem auf den Philosophen Ken Wilber.
Umweltpolitik und Gesundheitspolitik seines Amtsnachfolgers George W. Bush kritisierte Clinton, deutete jedoch politische Unterschiede meist nur dezent an. Den Einsatz in Afghanistan noch klar unterstützend, verhielt er sich aber gegenüber einem Irak-Einsatz zunächst zurückhaltend. Am 12. Juli 2004 sagte Clinton bei Johannes B. Kerner während der Vorstellung seiner Memoiren in Deutschland – auf mehrfaches Nachfragen –, dass er den Einmarsch zwar für falsch halte, im Nachhinein die Amerikaner den Irak aber nicht wieder verlassen könnten, bevor die Situation nicht bereinigt sei. Versuche Bushs, einen angeblichen Zusammenhang zwischen Bin Laden und Saddam Hussein darzustellen, kritisierte Clinton ebenfalls.
Seine Autobiografie Mein Leben (original My Life) erschien in Deutschland am 8. Juli 2004 und liefert eine persönliche, aber auch eine politische Rückblende. Sie zu schreiben bezeichnete Clinton als hart, aber befreiend. Das Buch wurde weltweit ein großer Erfolg, Clinton erhielt ein Honorar in zweistelliger Millionenhöhe. Für seine Auftritte als Redner nahm er im Jahr 2005 circa 7,5 Millionen Dollar (sechs Millionen Euro) ein. Pro Redeauftritt verdient Clinton circa 100.000 bis 350.000 Dollar.
Im Präsidentschaftswahlkampf 2004 unterstützte Clinton John Kerry, mit dem er auch privat befreundet ist.
Im September 2004 wurde bekannt, dass Clinton sich einer Bypass-Operation am Herzen unterziehen musste, welche er aber ohne Komplikationen überstand. Der Eingriff fand unmittelbar zum republikanischen Parteitag statt; Clinton scherzte dazu telefonisch in der Talkshow Larry King, dass die Republikaner nicht die Einzigen seien, die vier weitere Jahre wollten.
Im November 2004 wurde in Little Rock das William J. Clinton Presidential Center & Park eröffnet. Die Kosten des von James Polshek geplanten Gebäudes betrugen 165 Mio. Dollar, die durch Spenden finanziert wurden. Zur Eröffnung zitierte US-Präsident George W. Bush Mitarbeiter Clintons: „Wäre Clinton die ‚Titanic‘, der Eisberg wäre gesunken“.
Am 1. Februar 2005 ernannte der damalige UN-Generalsekretär Kofi Annan Clinton zum Sonderbeauftragten der Vereinten Nationen für die Koordination der Hilfs- und Wiederaufbaumaßnahmen nach dem Seebeben im Indischen Ozean 2004. Für sein Engagement wurde er am 1. Dezember 2005 mit dem Bambi in der Kategorie Charity (Wohltätigkeit) ausgezeichnet.
Clinton unterstützte seine Frau Hillary aktiv im Vorwahlkampf, als diese sich um die Nominierung als demokratische Kandidatin für die Präsidentschaft 2008 bewarb. Nach den Vorwahlen unterstützte er die Kandidatur Obamas für das Präsidentenamt. Am 20. Januar 2009 nahm er an der Amtseinführung Barack Obamas teil.
Innerhalb eines unangekündigten Blitzbesuches in der nordkoreanischen Hauptstadt Pjöngjang am 4. August 2009 erreichte er durch ein Gespräch mit Kim Jong-il die Freilassung der über vier Monate inhaftierten US-amerikanischen Journalistinnen Laura Ling und Euna Lee. Das Weiße Haus dementierte, an den Planungen der Mission beteiligt gewesen zu sein.
Am 12. Februar 2010 wurde Bill Clinton in ein presbyterianisches New Yorker Krankenhaus eingeliefert. Er klagte über Schmerzen in der Brust, die als herzbedingt diagnostiziert werden konnten. Es seien ihm zwei Stents in eine Herzkranzarterie eingesetzt worden. Laut Medienberichten verlief der Eingriff gut und Clinton befand sich im Anschluss in gutem Zustand.
Nach dem Erdbeben in Haiti 2010 entschuldigte Clinton sich für die Rolle, die seine Regierung bei der Zerstörung eines Großteils der Landwirtschaft in Haiti gespielt hatte. Die Existenz tausender Reisbauern auf Haiti war durch subventionierten Reis aus den USA vernichtet worden und hatte das Land von Lebensmittelimporten abhängig werden lassen. Clinton bedauerte, dass sein Tun „zum Verlust der Fähigkeit geführt hat, eine Reisernte in Haiti zu ermöglichen und dieses Volk zu ernähren“.
Bei der Präsidentschaftswahl 2012 unterstützte Clinton die Wiederwahl von Präsident Obama. Im Rahmen des demokratischen Nominierungs-Parteitages Anfang September 2012 in Charlotte, North Carolina hielt der ehemalige US-Präsident eine Rede, die national wie international für Aufsehen sorgte, indem er vor einer Präsidentschaft von Obamas Herausforderer Mitt Romney warnte.
Nach der Bekanntgabe ihrer Präsidentschaftskandidatur für 2016 unterstützte Clinton seine Frau Hillary bei ihrer Bewerbung um das höchste Staatsamt des Landes. Während er sich noch bei den Vorwahlen eher im Hintergrund hielt, absolvierte der ehemalige Präsident im eigentlichen Wahlkampf zahlreiche Auftritte für seine Frau.
Am 20. Januar 2017 nahm er gemeinsam mit Hillary Clinton an der Amtseinführung Donald Trumps teil.
Gemeinsam mit dem Schriftsteller James Patterson schrieb Clinton den 2018 veröffentlichten Polit-Thriller The President Is Missing, in dessen Mittelpunkt der Kampf eines fiktiven amerikanischen Präsidenten gegen einen Cyber-Terrorismus-Anschlag steht.

## Auszeichnungen (Auszug)
- 1997: Ehrenbürger von Bukarest

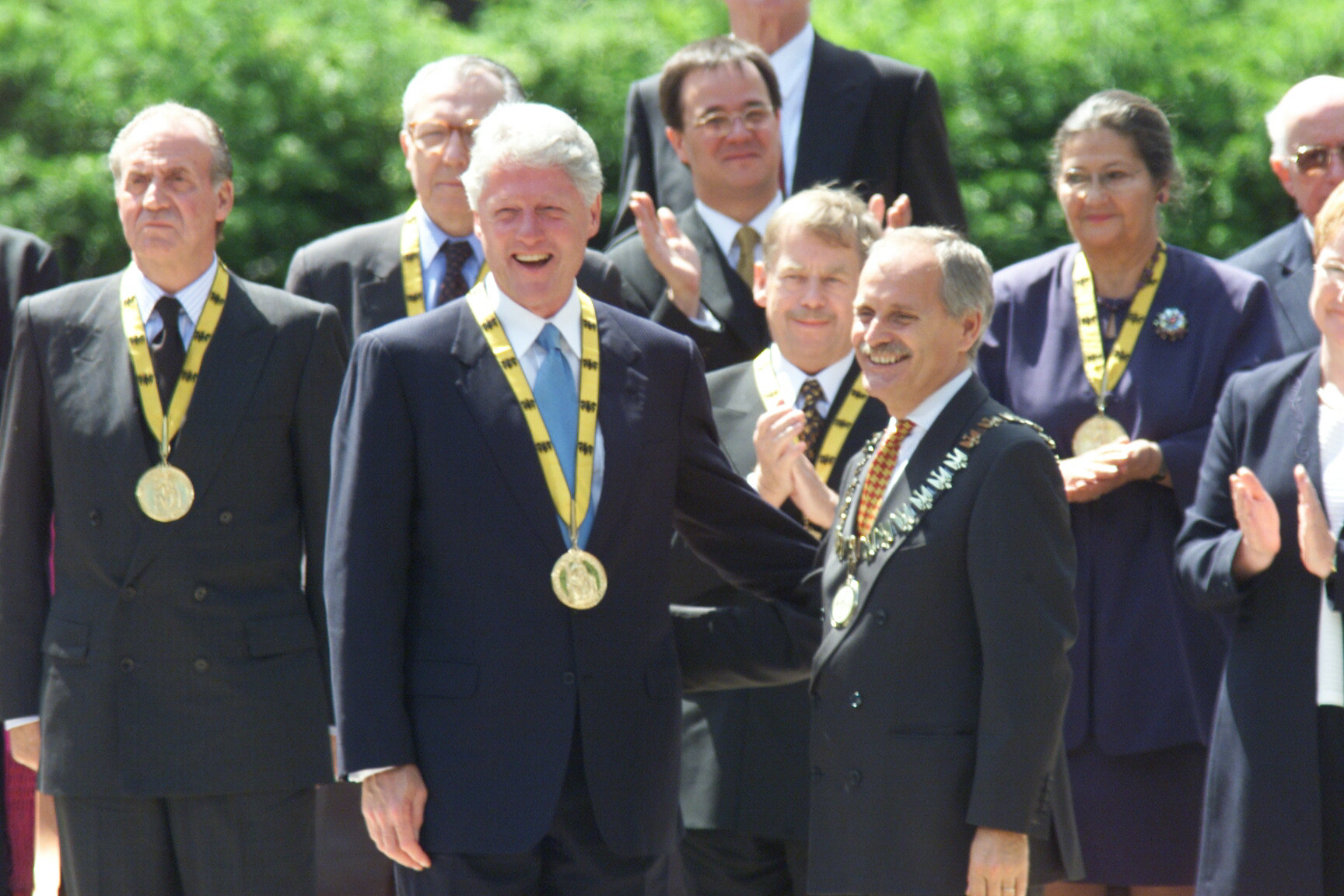
Clinton nach der Karlspreisverleihung 2000 in Aachen

- 1998: Ehrendoktorwürde der Hebräischen Universität Jerusalem
- 1998: Großkreuz mit Collane des tschechischen Ordens des Weißen Löwen
- 1999: Deutscher Medienpreis
- 2000: Karlspreis der Stadt Aachen
- 2004: Grammy zusammen mit Michail Gorbatschow für das Hörspiel Peter und der Wolf
- 2005: Grammy in der Kategorie Best Spoken Word Album für die Audioversion von My Life
- 2005: Four Freedoms Award
- 2005: Bambi in der Kategorie Charity für seinen weltweiten Einsatz gegen AIDS und Armut.
- 2006: Honorary Grand Commander des Order of Logohu (Papua-Neuguinea)
- 2006: Aufnahme in die American Academy of Arts and Sciences
- 2006: Orden des Marienland-Kreuzes I. Klasse
- 2007: TED Prize
- 2013: President’s Medal of Distinction, höchste Auszeichnung Israels
- 2013: Presidential Medal of Freedom
- 2019 Kosovo-Verdienstorden «Orden der Freiheit»
- 2024: Tomáš-Garrigue-Masaryk-Orden erster Klasse[23]

Nach Bill Clinton ist die 2012 entdeckte Springbarsch-Art Etheostoma clinton benannt.

## Schriften
- Mein Leben. 2004, ISBN 3-430-11857-3, erschienen bei Econ-Verlag, Berlin, 1472 S; als Autorenlesung: My Life, Random House Audio, ISBN 978-0-7393-1706-8.
- Giving: How each of us can change the world 2007 (engl. Originaltitel).
- Back to Work: Why We Need Smart Government for a Strong Economy.[25] Knopf, 2011, ISBN 978-0-307-95975-1; als Autorenlesung: Back to Work: Why We Need Smart Government for a Strong Economy (Autorenlesung), Random House Audio, ISBN 978-0-307-99069-3.
- The President Is Missing 2018 (Roman, gemeinsam mit James Patterson).
- Die Tochter des Präsidenten 2021 (Roman, gemeinsam mit James Patterson).
- Citizen - My Life After the White House, Random House LLC US, 2024, ISBN 978-0-525-52144-0
  - Citizen - Mein Leben nach dem Weißen Haus, dtv, 2024, ISBN 978-3-423-28451-6